# Dueto

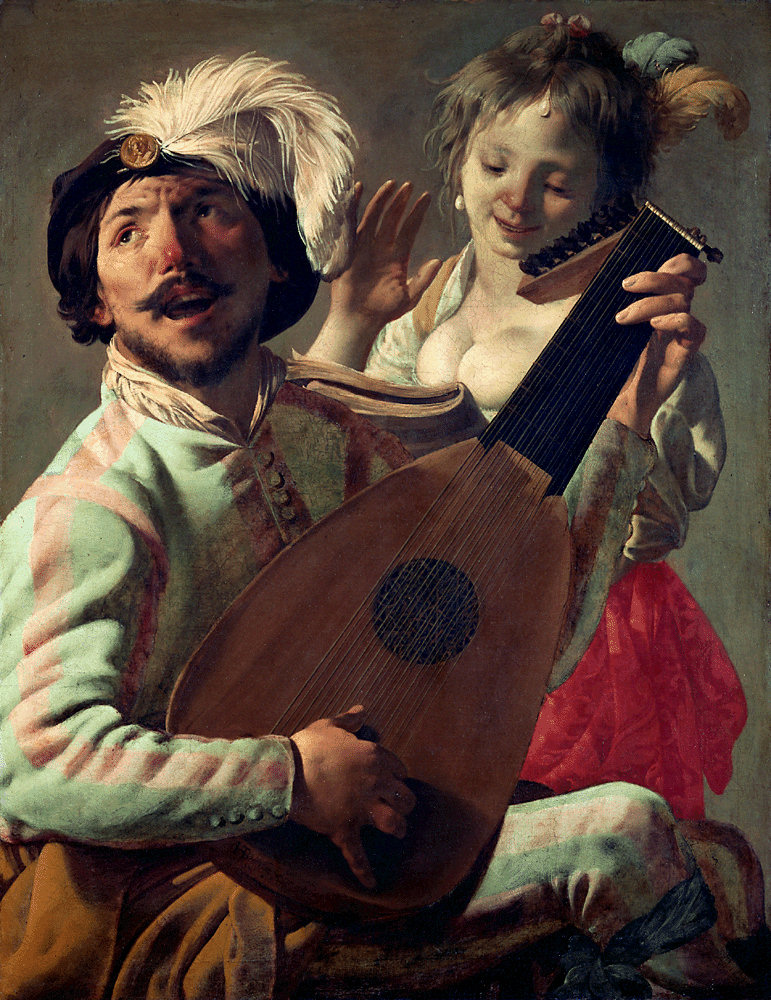
The Duet (O dueto; 1628), por Hendrick ter Brugghen

Um dueto ou duo (do latim: duo,ae,o, "dois", "duas") é uma composição musical, ou trecho de uma composição, executada por dois músicos ou cantores.
Em música clássica, é mais frequente em relação a uma composição para dois cantores ou pianistas. Uma peça feita para dois pianistas tocarem juntos o mesmo piano é referida como "piano a quatro mãos". Uma peça para dois pianistas tocando juntos, em pianos separados, é chamada "duo de piano".
Em música renascentista, um dueto formado especificamente com finalidades pedagógicas (para o estudo de música), constituído pelo professor e pelo aluno, era chamado um bicinium.